# Phonochorion
Phonochorion is een geslacht van rechtvleugeligen uit de familie sabelsprinkhanen (Tettigoniidae). De wetenschappelijke naam van dit geslacht is voor het eerst geldig gepubliceerd in 1916 door Uvarov.

## Soorten
Het geslacht Phonochorion omvat de volgende soorten:
- Phonochorion artvinensis Bey-Bienko, 1954
- Phonochorion satunini Uvarov, 1916
- Phonochorion uvarovi Karabag, 1956